# Bertran de Born lo Filhs
Bertran de Born, detto lo Filhs ("il Figlio") (1179 circa – 1233), è stato un cavaliere e trovatore limosino.
Ha scritto sirventesi e gli vengono attribuiti altri tre componimenti. Ha partecipato alle guerre di Giovanni Senzaterra in Francia. 
Figlio del famoso trovatore Bertran de Born e della sua prima moglie, Raimonda, nacque subito dopo il matrimonio nel 1179. Suo fratello era Itier e i suoi fratellastri Bertran e Constantin, figli del secondo matrimonio con Felipa, nel 1192. 
Il sirventese Quan voi lo temps renovelar, scritto nel 1206 nello stile di suo padre, è attribuito al Bertran de Born padre nei canzonieri, ma poiché il più anziano Bertran si ritirò nel monastero di Dalon nel 1197, questa attribuzione deve essere concessa a suo figlio. Il sirventes al vitriolo del poeta è preceduto da una lunga razó che spiega la sventura di Giovanni Senzaterra e la sua malvagità. Un interessante rimando culturale si ha quando Bertran vi menziona la chanson de geste chiamata l'Assedio d'Orange. 
Il secondo sirventese di Bertran, Un sirventes voil obrar d'alegratge, è una poesia riguardante il suo amore per la sua signora, Flor de Lis (il cui vero nome ci è sconosciuto). Le altre tre opere talvolta attribuite a Bertran, ma non in modo definitivo, sono:
- Gen part nostre reis liuranda
- Guerr'e pantais vei et afan
- Un sirventes farai novel plazen
- Puois sai etz vengutz, Cardaillac (di Dalfi d'Alvernha)

C'è anche un'attribuzione medievale che certamente è erronea:
- "A tornar m'er enquer al primer us" (attualmente attribuita a Guilhem Rainol d'At)

## Fonti
- (EN)  The Vidas of the Troubadours. Margarita Egan, trad. New York: Garland, 1984. ISBN 0-8240-9437-9.
- (ES)  Martín de Riquer. Los trovadores: historia literaria y textos. 3 vol. Barcellona: Planeta, 1975.